# Werner Sobetzko

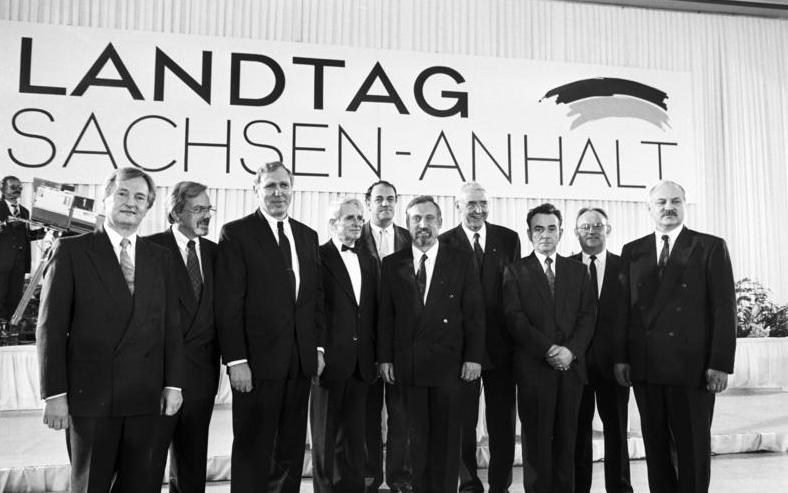
Werner Sobetzko (rechts) 1990

Werner Sobetzko (* 11. Februar 1939 in Hindenburg, Oberschlesien) ist ein deutscher Chemiker und Politiker (CDU).

## Leben und Beruf
Nach dem Zweiten Weltkrieg siedelte Sobetzko 1946 mit seiner Familie als Heimatvertriebener nach Rügen über und zog von dort aus nach Rieder. Nach dem Besuch der dortigen Grundschule und dem Abitur 1958 an der Oberschule in Quedlinburg absolvierte er bis 1960 eine Ausbildung zum Chemielaboranten bei den Leunawerken. Anschließend nahm er ein Studium der Chemie an der Technischen Hochschule Leuna-Merseburg auf, das er 1965 mit der Prüfung zum Diplom-Chemiker beendete. Er war 1966/67 in der Feuerlöschmittelforschung in Neuruppin tätig und von 1967 bis 1990 im Bereich der Forschung zur Kunststoff-Halbzeugherstellung beim VEB Orbitaplast in Weißandt-Gölzau beschäftigt. 1978 hatte er extern zum Dr.-Ing. promoviert.

## Partei
Sobetzko trat 1968 in die Ost-CDU ein, die 1990 in die CDU überging. Er war von 1990 bis 1992 Vorsitzender der CDU-Kreisverbandes Köthen und von 1990 bis 2000 Mitglied im Landesvorstand der CDU Sachsen-Anhalt.

## Abgeordneter
Sobetzko war vom 18. März bis zum 2. Oktober 1990 Mitglied der ersten frei gewählten DDR-Volkskammer und dort Vorsitzender des Ausschusses für Forschung, Technologie und Nachfolgeabschätzung. Von 1990 bis 2006 war er Mitglied des Landtages von Sachsen-Anhalt.

## Öffentliche Ämter
Sobetzko wurde am 28. Oktober 1990 als Minister für Bildung, Wissenschaft und Kultur in die von Ministerpräsident Gerd Gies geführte Regierung des Landes Sachsen-Anhalt berufen und gehörte seit dem 4. Juli 1991 als Minister für Schule, Erwachsenenbildung und Kultur auch der von Ministerpräsident Werner Münch geleiteten Folgeregierung an. Am 2. Dezember 1993 schied er aus der Landesregierung aus.

## Veröffentlichungen
- Auswahl und Rangfolge der Informationsquellen für Erkundungsprognosen mit einem Beispiel aus der Plastverarbeitung. (Dissertation) Ilmenau, 1978.
- Zu Aspekten der Kulturpolitik in Sachsen-Anhalt : Rede des Ministers für Bildung, Wissenschaft und Kultur, Dr. Werner Sobetzko, anlässlich der Theaterkonferenz am 27. Februar 1991 in Magdeburg. Land Sachsen-Anhalt, Magdeburg 1991.